# Fosfoenolpiruvat-protein fosfotransferaza
Fosfoenolpiruvat-protein fosfotransferaza (EC 2.7.3.9, fosfoenolpiruvatno šećerna fosfotransferaza, enzim I, fosfopiruvat-proteinska faktor fosfotransferaza, fosfopiruvat-proteinska fosfotransferaza, šećer-PEP fosfotransferaza enzim I, fosfoenolpiruvat:protein--histidin N-pros-fosfotransferaza) je enzim sa sistematskim imenom fosfoenolpiruvat:protein--histidin pi-fosfotransferaza. Ovaj enzim katalizuje sledeću hemijsku reakciju
fosfoenolpiruvat + protein histidin {\displaystyle \rightleftharpoons } piruvat + protein pi-fosfo-L-histidin
Ovaj enzim deluje samo na histidinske ostatke u specifičnim fosfo-nosećim proteinima niske molekulske mase (9,5 kDa), koji učestvuju u bakterijskom trasportu šećera.

## Literatura
- Nicholas C. Price; Lewis Stevens (1999). Fundamentals of Enzymology: The Cell and Molecular Biology of Catalytic Proteins (Third изд.). USA: Oxford University Press. ISBN 019850229X.
- Eric J. Toone (2006). Advances in Enzymology and Related Areas of Molecular Biology, Protein Evolution (Volume 75 изд.). Wiley-Interscience. ISBN 0471205036.
- Branden C; Tooze J. Introduction to Protein Structure. New York, NY: Garland Publishing. ISBN 0-8153-2305-0.
- Irwin H. Segel. Enzyme Kinetics: Behavior and Analysis of Rapid Equilibrium and Steady-State Enzyme Systems (Book 44 изд.). Wiley Classics Library. ISBN 0471303097.

## Spoljašnje veze
- Phosphoenolpyruvate---protein+phosphotransferase на 